# Jorge Alberto Ramírez Arjona
Jorge Ramírez Arjona (Santafé de Bogotá, 26 de julio de 1882-Montería, 21 de abril de 1952) fue militar, médico, odontólogo, políglota y candidato a la presidencia de Colombia en 1934, pero sobre todo un filántropo comprometido con los grandes problemas de Colombia y en especial de Montería, ciudad en la que se radicó desde 1916 y desde donde condujo sus tres campañas presidenciales. 

## Vida militar
Debido a su temprana participación en la guerra civil de los Mil Días (1899-1903), que incluyó campañas en el Bolívar Grande, Atlántico y Panamá bajo las órdenes de militares destacados como Carlos Albán, José Manuel Goenaga y el general José María Campo Serrano, está considerado uno de los hombres más importantes en la evolución de la guerra en el litoral Caribe. En una época en la que los rangos militares se adquirían en el campo de batalla y no en la escuela, Ramírez Arjona fue ascendido a general de la república por Campo Serrano, cuando tenía apenas 19 años.

## Actividades cívicas y filantrópicas
De Jorge Ramírez Arjona, el presidente José Vicente Concha dijo: "Ramírez Arjona nació para gobernar y para hacer progresar a su patria". Después de la guerra de los Mil Días, Ramírez Arjona se dedicó a la política, a diversas labores filantrópicas y al ejercicio de la medicina y la odontología. A comienzos de la década de 1920 arregló con recursos propios la Avenida Primera de Montería y en 1935 inauguró el Monumento a la Bandera Colombiana, que fue demolido en 1954 por algunos mandatarios locales interesados en borrar las obras del militar bogotano. Murió en Montería a los sesenta y nueve años.
El Monumento a la Bandera Colombiana, construido de su propio bolsillo, se comenzó a levantar en 1928 y fue inaugurado el 20 de julio de 1935 en la Avenida Primera de Montería. Allí permaneció durante casi dos décadas, hasta 1954, cuando las autoridades seccionales (gobernador, alcalde y miembros de la Junta de Valorización), empeñados en borrar la obra del general, decidieron derrumbarlo.

## Legado
La importancia del general Ramírez Arjona en la evolución histórica de Montería se basa en dos hechos fundamentales. En primera instancia están sus aspiraciones presidenciales en las décadas de 1930 y 1940. En segundo término están el civismo y filantropía con que se despojó de sus bienes en pro de la ciudad. En los últimos años, sin embargo, un nutrido grupo de intelectuales e historiadores han venido gestando la idea de reconstruir el monumento y erigirle una estatua a este filántropo bogotano.